# Einar Arnórsson

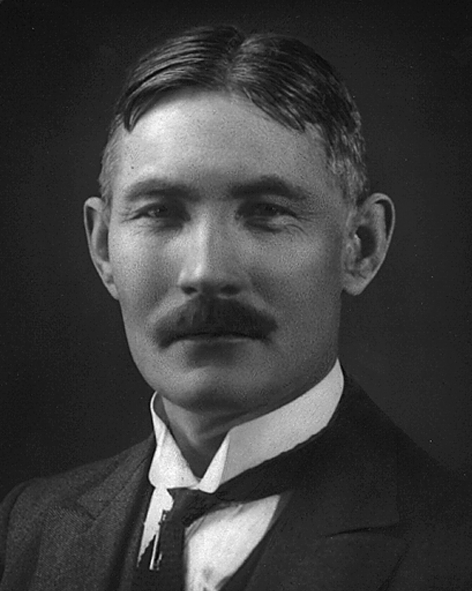
Einar Arnórsson

Einar Arnórsson, född 24 februari 1880 i Grimsnes, död 29 mars 1955 i Reykjavik, var Islands statsminister från 4 mars 1915 till 4 januari 1917.
1906 tog han juris kandidatexamen vid Köpenhamns universitet. Åren 1908-1911 undervisade han vid rättskolan i Reykjavik. Åren 1911-1919 och åter från 1920 var han professor vid Islands universitet i straff- och processrätt. Han var författare till en rad arbeten om Islands rättshistoria, varav ett antal översattes till danska.